# Монтелапиано
Монтелапиа̀но (на италиански: Montelapiano) е село и община в Южна Италия, провинция Киети, регион Абруцо. Разположен е на 740 m надморска височина. Населението на общината е 87 души (към 2013 г.).